# Solo las bestias
Solo las bestias, título original Seules les bêtes, es una película dramática francesa de 2019 dirigida por Dominik Moll. Está basada en la novela Seules les bêtes de Colin Niel.

## Sinopsis
Una mujer desaparece. Después de una tormenta de nieve, su coche es descubierto en una carretera en dirección a un remoto pueblo. Mientras que la policía no sabe por dónde empezar a investigar, cinco personas parecen estar ligadas a la desaparición. Cada una de estas personas tiene su propio secreto.

## Reparto
- Laure Calamy - Alice
- Denis Ménochet - Michel
- Valeria Bruni Tedeschi - Evelyne
- Damien Bonnard - Joseph
- Guy Roger N’Drin - Armand

## Premios y nominaciones
* Fuente: Página de la película en Filmaffinity.
| Año  | Premio / Festival                       | Categoría                | Nominado                       | Resultado |
| ---- | --------------------------------------- | ------------------------ | ------------------------------ | --------- |
| 2019 | Premios César                           | Mejor actriz secundaria  | Laure Calamy                   | Nominada  |
| 2019 | Premios César                           | Mejor guion adaptado     | Dominik Moll y Gilles Marchand | Nominados |
| 2019 | Festival Internacional de Cine de Tokio | Premio del Público       |                                | Ganadora  |
| 2019 | Festival Internacional de Cine de Tokio | Premio a la mejor actriz | Nadia Tereszkiewicz            | Ganadora  |